# Chepelare
Chepelare (en búlgaro: Чепеларе) es una ciudad de Bulgaria en la provincia de Smolyan.

## Geografía
Se encuentra a una altitud de 1099 m s. n. m. a 218 km de la capital nacional, Sofía.

## Demografía
Según estimación 2012 contaba con una población de 4 513 habitantes.
|         | 2004  | 2005  | 2006  | 2007  | 2008  | 2009  | 2010  | 2011  |
| Mujeres | 2 894 | 2 858 | 2 857 | 2 811 | 2 808 | 2 776 | 2 743 | 2 713 |
| Varones | 2 704 | 2 714 | 2 705 | 2 647 | 2 649 | 2 636 | 2 601 | 2 590 |
| Total   | 5 598 | 5 572 | 5 562 | 5 458 | 5 457 | 5 412 | 5 344 | 5303  |

## Deportes de invierno
Durante el invierno, la región de Chepelare y la cercana localidad de Pamporovo son destinos adecuados para esquiadores y practicantes de snowboard.
- Altitud de las pistas de esquí: de 1.150 a 1.873 m
- Longitud total: 20 km
- Desplazamiento máximo: 710 m
- La pista de esquí más larga: 6 km
- Remontes: 1